# حكرة بكرة

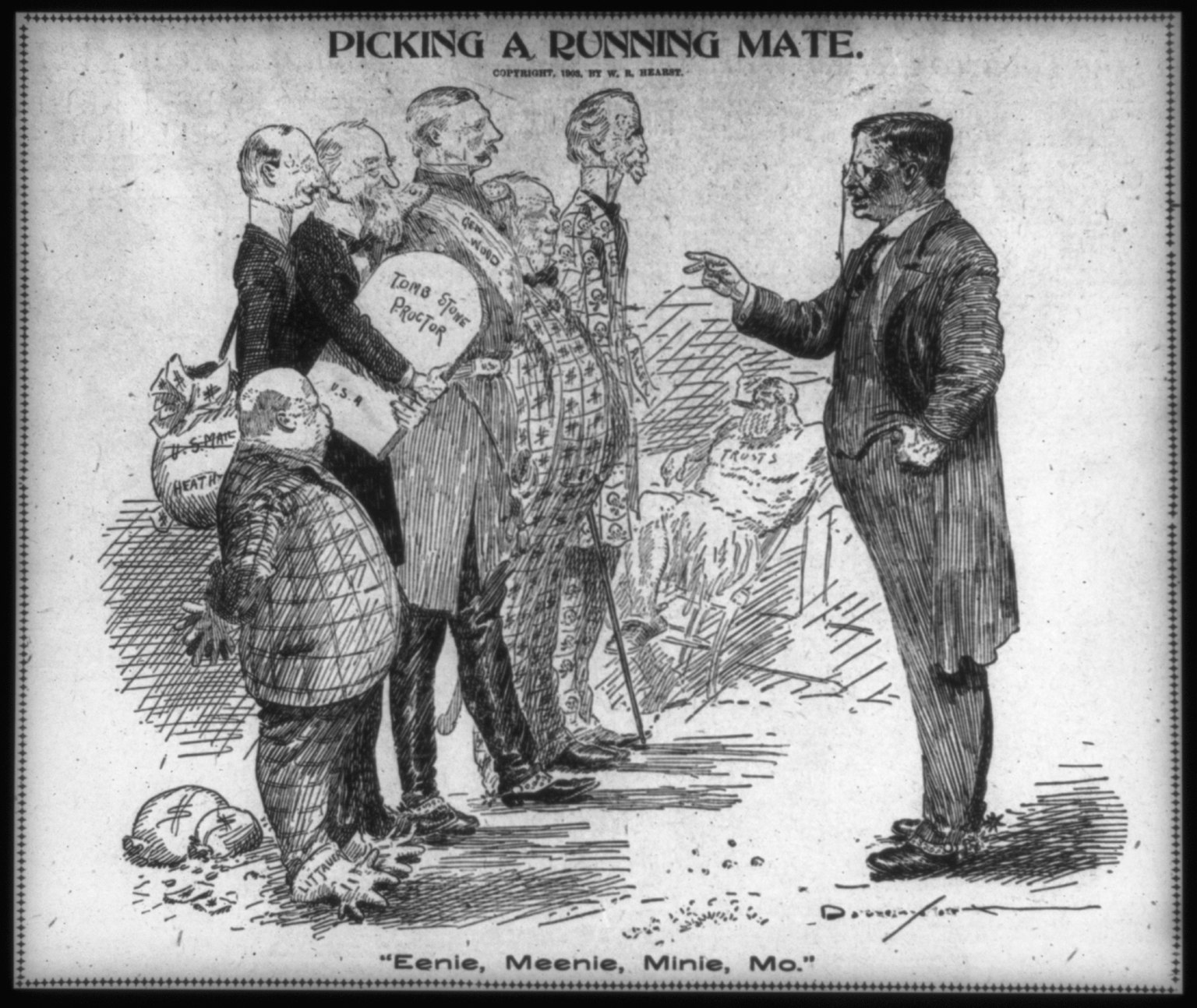

حكرة بكرة أو حدرة بدرة هي لعبة عد تمارس من الأطفال بغرض انتقاء شيء أو أحد ما أثناء اللعب. يكثر استخدام أسلوب القرعة بين الأطفال الصغار، ويوجد تحويرات كثيرة للمبدأ وللاسم على اختلاف الثقافات والشعوب.
لعبة حَكَرَة بَكَرَة شائعة في بلاد الشام، حيث يقال: « حكرة بكرة، قالي ربي عد العشرة » أو « حدرة بدرة، قالي عمي عد للعشرة» ، ثم يعد للعشرة، والذي يقع عليه الاختيار يخرج؛ إلى أن يبقى شخص واحد وهو الذي يقع عليه الاختيار.
هناك بعض الروايات التي تنسب اللعبة إلى حكاية شعبية.

## الثقافات الأخرى
يشيع أسلوب العد الغنائي عند الأطفال في مختلف الشعوب، وقد يوجد أكثر من لعبة عد واحدة مستخدمة عند الأطفال في الثقافة الواحدة.
- في الثقافة المصرية: حادي بادي كرنب زبادي.[4]
- في الثقافة الأمريكية: Eeny, meeny, miny, moe
- في الثقافة الفرنسية: Am stram gram
- في الثقافة الهولندية: Iene miene mutte
- في الثقافة الدنماركية: Ælle bælle mig fortælle
- في الثقافة الفارسية: آن مان نوارا